# Robert D. Clark
Robert D. Clark (Frontier megye, Nebraska, 1910. március 10. – Eugene, Oregon, 2005. június 28.) amerikai egyetemi oktató, intézményvezető.
1936-ban a Western States Communication Association szerkesztője volt.

## Tanulmányai
Coloradóban érettségizett. Angol szakos alapdiplomáját 1931-ben a Pasadena College-en, beszédtudományi mesterdiplomáját pedig 1935-ben a Dél-kaliforniai Egyetemen szerezte; utóbbi intézményben doktorált és oktatott is.

## Pályafutása

### San José-i Állami Főiskola
1964-től 1969-ig a San José-i Állami Főiskola rektora volt, ahol leginkább az afroamerikai sportolók (például John Carlos és Tonnie Smith) jogainak támogatójaként vált ismertté. Az 1960-as évek zavargásai ellenére a kölcsönös megértésen alapult. 1969-ben lemondott, miután oktatók egy korábban szövetségesnek tekintett csoportja sztrájkba lépett ellene.
Az 1982-ben épült könyvtárat róla nevezték el.

### Oregoni Egyetem
Az Oregoni Egyetem tanáraként 1947-ben a bölcsészettudományi főiskola dékánjává nevezték ki. A pozíciót 1955-ig töltötte be, majd 1969-től 1974-ig az intézmény rektora volt. Regnálása alatt a campuson több háborúellenes tüntetés is volt: a hallgatók felgyújtották a tisztképzőt, valamint egy esetben a Nemzeti Gárda felszámolt egy demonstrációt. A Kenti Állami Egyetemen történt mészárlást követően a demonstrációk alábbhagytak.
A tehetséggondozó iskolát róla nevezték el.

## Film
A 2005-ös Oregon’s War at Home and the Man who Brought the Peace című rövidfilm Clark pályafutásának az Oregoni Egyetemen történt zavargások alatti időszakát mutatja be. A dokumentumfilm regionális Emmy-díjat nyert és az Oregon Public Broadcasting is bemutatta.

## Fordítás
- Ez a szócikk részben vagy egészben  a   Robert D. Clark című angol Wikipédia-szócikk ezen változatának fordításán alapul.  Az eredeti cikk szerkesztőit annak laptörténete sorolja fel. Ez a jelzés csupán a megfogalmazás eredetét és a szerzői jogokat jelzi, nem szolgál a cikkben szereplő információk forrásmegjelöléseként.